# 웅동중학교
진해웅동중학교(熊東中學校)는 대한민국 경상남도 통합창원시 진해구 두동에 있는 사립 중학교이다.

## 학교 연혁
- 1908년 10월 20일 : 계광학교 설립 심익순(아일랜드인), 문세균, 배익하, 김창세
- 1946년 12월 10일 : 웅동고등공민학교 설립인가, 장영실 교장 취임, 웅동 소사리 동사무소
- 1952년 4월 18일 : 웅동중학교 설립인가(웅동학원)
- 1952년 4월 30일 : 초대 교장 정윤호 취임
- 1952년 5월 5일 : 웅동중학교로 발전적 폐교
- 1952년 5월 5일 : 웅동중학교 개교
- 1952년 7월 8일 : 소사동에서 마천동 99번지로 교사 이설
- 1998년 4월 18일 : 마천동에서 두동 현교사로 이설
- 2010년 3월 13일 : 제4대 박정숙 이사장 취임
- 2019년 3월 1일 : 10학급에서 11학급으로 학급증설
- 2020년 3월 1일 : 제10대 이완호 교장 취임
- 2023년 1월 6일 : 제71회 졸업식(졸업생 77명, 졸업생 총수 7,905명)

## 참고 자료
- 웅동중학교 - 한국교육학술정보원 학교알리미